# Polskie Centrum Akredytacji
Polskie Centrum Akredytacji (PCA) (deutsch: Polnisches Zentrum für Akkreditierung) ist die nationale Akkreditierungsstelle der Republik Polen. Sie führt Konformitätsbewertungen nach dem Gesetz vom 13. April 2016 durch. Sie ist eine staatliche juristische Person und untersteht dem polnischen Wirtschaftsminister. Sie ist das polnische Gegenstück zur DAkkS in Deutschland.

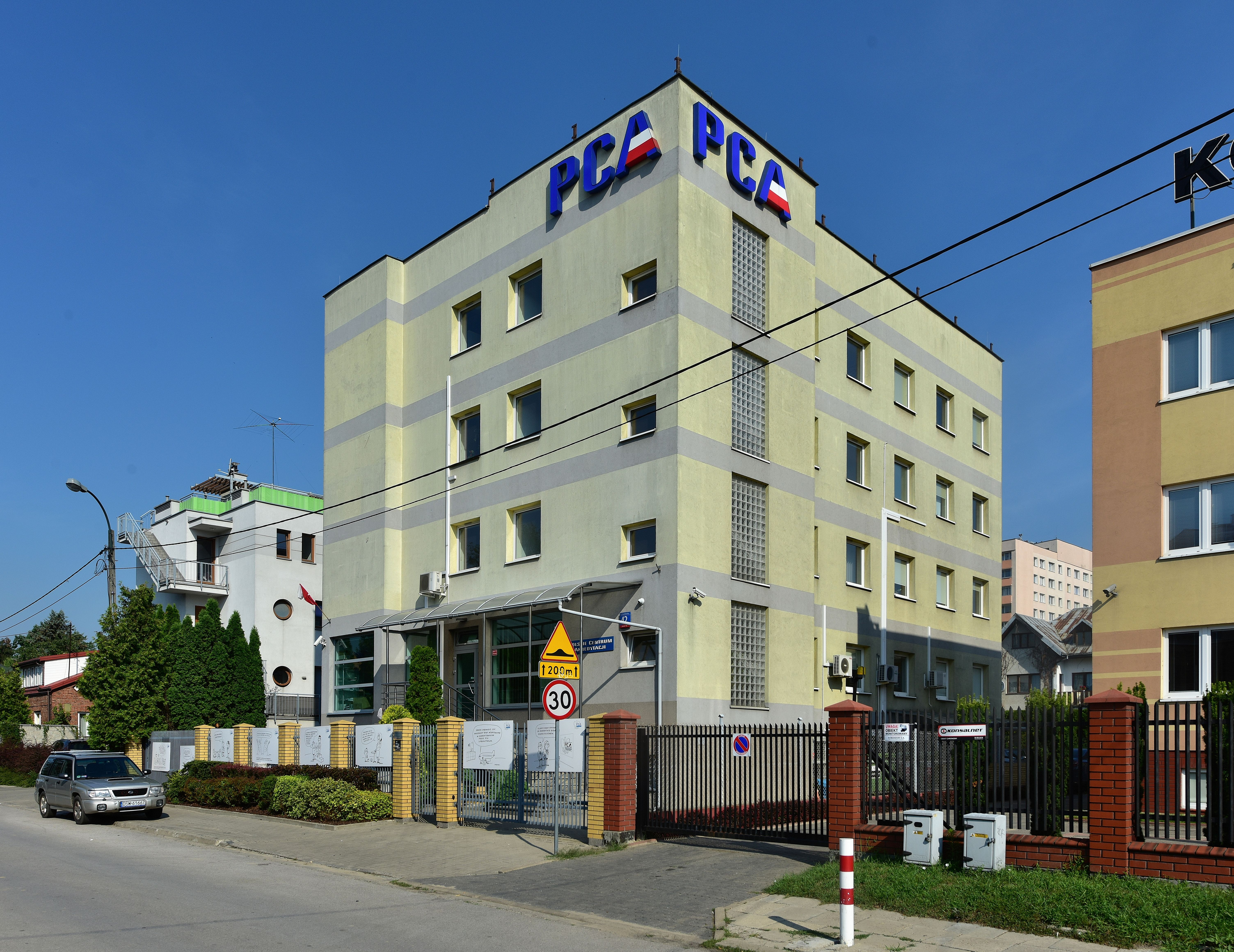
Dienstsitz

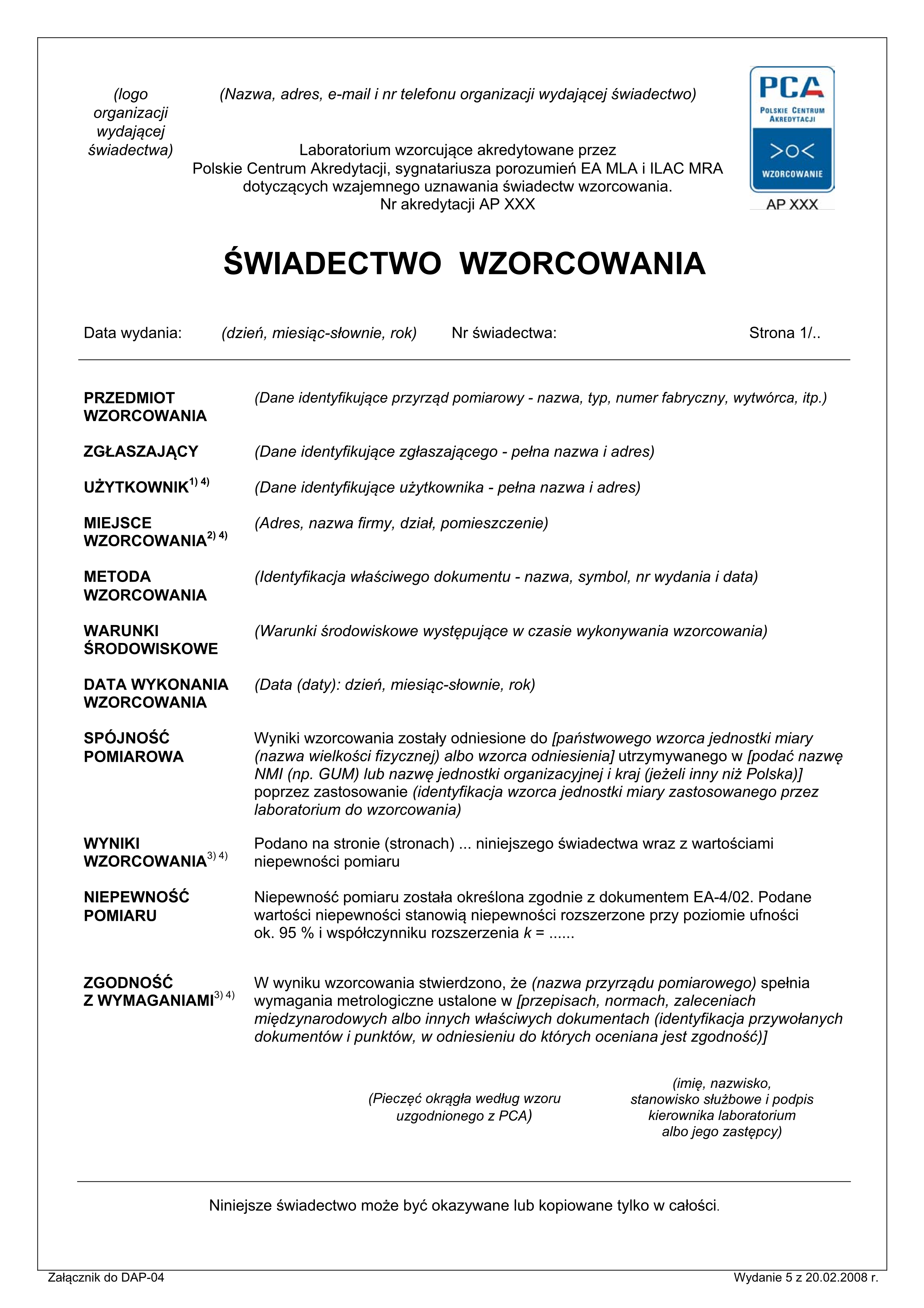
Akkreditierungsurkunde mit dem Symbol der PCA

Sie wurde am 1. Januar 2001 gegründet und wird von Lucyna Olborska geleitet.
Im Zuge der europäischen Verordnung (EG) Nr. 765/2008 (Artikel 4 Absatz 1) mussten alle EU-Mitgliedstaaten ab 1. Januar 2010 eine einzige nationale Akkreditierungsstelle benennen. Diese ist für Polen das PCA.
Die Arbeitsweise des Accredia wird durch Peer-Review überprüft. Grundlage hierfür sind die multilateralen Anerkennungsabkommen (EA-MLA, IAF-MLA und ILAC-MRA). Der Accredia ist Mitglied in der Europäischen Kooperation für Akkreditierung (EA) und Vollmitglied der International Laboratory Accreditation Cooperation.